# Gesellschaft (Ethnologie)
Unter Gesellschaft verstehen die Ethnologie (Völkerkunde) sowie die anthropologischen Wissenschaften eine größere Menschengruppe mit differenzierten Sozialstrukturen und Organisationsformen, die in einem abgrenzbaren Gebiet lebt und deren Mitglieder durch gemeinsame Sprache sowie umfassende soziale und wirtschaftliche Wechselbeziehungen miteinander verbunden sind. Dies beinhaltet je nach Autor manchmal auch gemeinsame Werte, Überzeugungen, Traditionen und Erfahrungen.
Jede  Gesellschaft – zum Beispiel Stammesgesellschaft, Ranggesellschaft, segmentäre Gesellschaft, Häuptlingstum, Staat – setzt sich aus verschiedenen Gemeinschaften – wie Dorfgemeinschaft, Abstammungsgruppe, Wildbeuter-Horde, Clan – zusammen, bei denen sich alle Mitglieder persönlich kennen.
Der Begriff Gesellschaft wird in der Ethnologie im Gegensatz zum Gesellschaftsbegriff in der Soziologie nicht explizit definiert und eher selten verwendet, da zumeist die kleineren Einheiten im Fokus des Interesses stehen. Größere, zusammenfassende Einheiten werden hier vor allem als „Kulturen“ bezeichnet. Wird der Gesellschaftsbegriff in diesem Kontext zusätzlich verwendet, bezieht er sich zumeist nur auf den sozialen Teilaspekt der jeweiligen Kultur.